# تروتدل (اورگن)
تروتدل (به انگلیسی: Troutdale) شهری در شهرستان مولتنمه ایالت اورگن است و در سرشماری سال ۲۰۱۱ میلادی، ۱۵٬۹۶۲ نفر جمعیت داشته که نسبت به سال ۲۰۱۰، ۰٫۲۴ درصد رشد جمعیت داشته‌است.

## موقعیت جغرافیایی
موقعیت جغرافیایی شهرها و مناطق اطراف به شرح زیر است: